# Windows XP 64 bit Edition
Windows XP 64 bit (X64) Edition (2002) è una versione del sistema operativo Microsoft Windows XP, distribuito nel 2002 e progettato per funzionare con i processori Intel Itanium.
Non va confuso con Windows XP Professional x64 Edition, in quanto quest'ultimo è stato sviluppato specificamente per i processori basati su x86 con estensioni a 64 bit, come EM64T e AMD64. Non ricade nella corrente linea Microsoft, cioè come "Home", "Professional", "Media Center" o "Tablet Edition". Essa è una edizione separata esclusiva per i processori Itanium. Esso è molto simile a Windows XP Professional Edition, ma con alcune limitazioni.
Fra queste limitazioni c'era la mancanza delle più famose applicazioni integrate, come Windows Media Player, Windows Movie Maker, NetMeeting e il software per masterizzare i CD.
Il supporto per NetMeeting e Windows Media Player sono stati aggiunti solo nelle versioni successive. Inoltre, molte vecchie tecnologie sono state rimosse, come NTVDM, così quindi il supporto per DOS, Posix, OS/2 e le applicazioni a 16 bit (che contavano sul NTVDM) è assente.
Al contrario dalle altre architetture di emulazione di Windows (Windows NT 4.0 per i PowerPC, MIPS RX400, e Alpha) Windows XP 64 bit Edition può far funzionare le applicazioni a 32 bit per x86 attraverso il layer emulatore WOW64 (Windows on Windows).
Mentre il processore originale conteneva un decoder IA-32 incorporato, è stato ritenuto troppo lento per usi seri, così Microsoft e Intel scrissero un software traduttore da IA-32 a IA-64 sdoppiato, IA-32 Execution Layer. Esso permette traduzioni in tempo reale delle istruzioni x86 a 32 bit nelle istruzioni IA-64, permettendo alle applicazioni a 32 bit (tranne per i codec come XviD, che sono tuttora DLL a 32 bit così da poter essere usati se i riproduttori multimediali sono a 32 bit) di funzionare correttamente. I driver dei dispositivi potrebbero non essere stati distribuiti in forma binaria per questo tipo di architettura, di conseguenza, molte (vecchie) periferiche potrebbero essere incompatibili con questa versione di Windows.